# Дугорепи хрчак
Дугорепи хрчак (лат. Cricetulus longicaudatus) је средњоазијска врста хрчка. 

## Распрострањење
Ареал дугорепог хрчка ограничен је на мањи број држава: Русију, Кину, Монголију и Казахстан.

## Станиште
Станишта врсте су шуме, поља риже, жбунаста вегетација, полупустиње и пустиње. 

## Начин живота
Број младунаца које женка доноси на свет је обично 4-9, бар двапут годишње. Ова врста прави гнезда.

## Угроженост
Ова врста је наведена као последња брига, јер има широко распрострањење и честа је врста.